# فراترویل (تنسی)
فراترویل (به انگلیسی: Fraterville) یک منطقهٔ مسکونی در ایالات متحده آمریکا است که در شهرستان اندرسون، تنسی واقع شده‌است. فراترویل ۲۷۷٫۰۷ متر بالاتر از سطح دریا واقع شده‌است.